# Artaix
Artaix település Franciaországban, Saône-et-Loire megyében. Lakosainak száma 343 fő (2022. január 1.). Artaix Chambilly, Céron, Chenay-le-Châtel, Marcigny, Melay és Saint-Martin-du-Lac községekkel határos.

## Népesség
A település népességének változása:
| Lakosok száma | 339  | 323  | 337  | 327  | 329  | 331  | 335  | 334  | 343  |
|               | 2013 | 2015 | 2016 | 2017 | 2018 | 2019 | 2020 | 2021 | 2022 |